# Ејвон (Пенсилванија)
Ејвон (енгл. Avon) насељено је место без административног статуса у америчкој савезној држави Пенсилванија.

## Демографија
По попису из 2010. године број становника је 1.667, што је 1.189 (-41,6%) становника мање него 2000. године.
| Група             | 2000.         | 2010.         |
| Белци             | 2.616 (91,6%) | 1.497 (89,8%) |
| Афроамериканци    | 53 (1,9%)     | 24 (1,4%)     |
| Азијати           | 21 (0,7%)     | 9 (0,5%)      |
| Хиспаноамериканци | 154 (5,4%)    | 126 (7,6%)    |
| Укупно            | 2.856         | 1.667         |